# NGC 5554
NGC 5554 (NGC 5564) é uma galáxia espiral (S) localizada na direcção da constelação de Virgo. Possui uma declinação de +07° 01' 16" e uma ascensão recta de 14 horas, 19 minutos e 15,0 segundos.
A galáxia NGC 5554 foi descoberta em 8 de Maio de 1864 por Albert Marth.